# 제3차 포에니 전쟁
제3차 포에니 전쟁은 기원전 149년부터 기원전 146년까지 벌어진 로마와 카르타고의 세 번째 전쟁이자 마지막 전쟁이다. 이 전쟁에서 로마는 결정적으로 승리하여 카르타고를 멸망시키고 지중해의 패권을 완전히 장악하였다. 카르타고 도시는 완전히 폐허로 변하고 성안의 남은 주민들은 아프리카에 강제 이주된다

## 배경
제2차 포에니 전쟁 이후 로마는 점차 동쪽으로 마케도니아 왕국, 일리리아, 시리아로 그 영역을 확대해갔고 히스파니아에서 일어난 반란을 진압했다. 포에니 전쟁에 패배한 카르타고는 시칠리아, 히스파니아의 영토를 빼앗기고 매년 200 탈란트를 50년간 물어야 하는 막대한 전쟁 배상금에 고통받고 있었다. 한편 로마 내부에서는 2차 포에니 전쟁때 카르타고를 완전히 파괴했어야 한다는 의견이 분분했다. 특히 대 카토같은 정치가는 끊임없이 카르타고 타도를 주장했는데 그것은 카르타고는 아프리카 지중해의 지리적 위치 덕분에, 해상무역이 활발해 국력의 회복세가 빠르기 때문이다. 

### 카토의 연설
실제로 제2차 포에니 전쟁에서 카르타고가 패했음에도, 로마에서는 카르타고의 실력을 두려워한 강경노선의 정치인 대 카토가 "(로마 공화정이 카르타고와의 생존경쟁에서 살아남으려면) 반드시 카르타고를 몰락시켜야 합니다."라고 연설할 정도였다. 서울대학교 서양사학과 주경철 교수가 쓴 《바다 인류》(후마니타스 출판그룹)에 의하면, 대 카토는 직접 카르타고를 둘러보고는, 카르타고가 전쟁에서 진 국가임에도 상업이 활기가 찬 국력에 상당한 위협을 느꼈다고 한다. 그래서 카르타고에서 가져온 무화과를 보여주고는 "원로원 의원들이여. 이 무화과를 보시니 어떠합니까?"라고 묻자, "크고 아름다운 무화과이군요."라고 감탄하는 원로원 의원들에게 "이 과일이 나는 땅이 로마에서 겨우 3일밖에 걸리지 않는 땅에 있습니다.". "카르타고를 멸망시켜야 한다는 것이 내 의견입니다."라고 연설을 하였다. 마지막 제3차 포에니 전쟁이 일어난 배경도 스스로 도시를 파괴하고, 해안에서 물러난 내륙으로 이동하라는 요구를 하여, 무역을 하지 못하면 국가가 멸망할 카르타고가 거부하자 전쟁이 일어났다고 한다. 이 전쟁으로 카르타고는 기원전 146년에 훌륭한 국방능력과 항구, 선박을 보유했지만 3년의 전쟁끝에 국력을 완전히 잃어버렸는데, 로마 공화정이 카르타고의 국력에 위협을 느꼈기 때문이라는 것이 주경철 교수의 설명이다.
결국 카르타고는 기원전 156년 이후부터 불과 5년만에 전쟁의 상처를 없애고 예전 못지않은 강한 국력으로 재성장하게 된다. 당황한 로마는 카르타고를 국력을 약하게 만들고 자신이 침입하는 명분을 만들기위해 이웃나라의 누미디아로 하여금 카르타고의 선박과 영토를 주기적으로 약탈하라는 은밀한 제안을 한다. 이를 받아들인 누미디아는 로마의 후원에 힘입어 주기적으로 카르타고 영토에 침입해 약탈을 일삼는다. 이는 2차 포에니 전쟁 이후 카르타고의 모든 영토 분쟁은 로마 원로원의 중재를 받아야한다고 조약을 맺었기 때문에 이웃나라인 누미디아와의 영토 분쟁에서 로마 원로원이 개입할 수 있었으며 따라서 언제나 누미디아에 유리한 결정이 내려질 수가 있기 때문이다. 카르타고는 계속된 누미다아의 침입으로 로마에게 제재를 부탁했지만 로마는 누미디아의 일방적 방문이라는 결정을 내리며 거절한다. 결국 카르타고는 계속된 누미디아의 침입으로인해 경제적으로 막대한 손해를 입게된다. 그렇기 때문에 누미디아와 침입을 정당화시키는 로마인들에 대한 강한 증오심을 가질 수 밖에 없었다.

## 전쟁의 경과
기원전 151년부터시작된 누미디아의 침입은 2년 가까이 계속되었고 그로 인하여 카르타고의 경제적 손실 타격이 매우 컸다. 이에 카르타고는 누미디아와의 국경분쟁에 대항하기 위해 약 6만여 명의 용병을 조직했고 누미디아가 침공하자 역공하여 누미디아 영토로 진입하는데, 이에 로마는 기다렸다는듯이 즉각 조약위반으로 간주함과 동시에 강력하게 항의하는 한편 조사단을 파견했다. 로마 원로원은 카토를 중심으로하는 대(對)카르타고 강경파와 온건파로 나뉘었다. 때마침 그리스에서 일어난 反로마의 세력의 발호에 로마 원로원의 주류는 강경으로 돌아섰다. 한편 카르타고에서는 이 사태에 대해 온건파와 강경파간의 대립이 계속되고 있었다. 강경파는 국력이 상당수 회복이 되었기 때문에 로마와의 전면전을 해도 승리할 수 있다는 주장을 했고 온건파는 이미 누미디아의 습격으로 인해 경제적으로 타격이 매우 커 로마와의 전쟁을 피해야 한다고 주장했다. 그러나 계속된 전쟁으로 국력이 많이 약해졌다고 생각한 카르타고는 온건정책을 선택했고 누미디아를 공격한 장수를 처형했으며 로마에 사죄하기 위해 사절단을 보냈으나 로마는 이를 받아들이지않고 아프리카에서 강화를 강행한다. 이 강화에서 파견한 장수는 스키피오 아이밀리아누스로 제2차 포에니 전쟁에서 한니발에 대항해 로마를 승리로 이끈 장군 스키피오 아프리카누스의 양손자이기도 했다. 그는 협상하러온 카르타고 대표단에게 전쟁을 하지 않겠다는 내용의 첫 번째 조건을 걸었다.
- 카르타고의 모든 무기를 로마에게 넘길 것

이 조건은 카르타고군이 정말로 전쟁을 원하지 않는다면 무기를 모두 로마에 넘기라는 것이었다. 전쟁을 원하지 않았던 카르타고는 결국 그 조건을 받아들여 무기를 모두 로마에게 넘겨주었는데 그 수만 10만 개가 넘었다고 한다.
그런데 두 번째 조건에서 카르타고에게 다음과 같은 내용의 최후 통첩으로 보낸다.
- 수도 카르타고를 파괴하고 주민은 해안에서 80스타디온(15 km-20km)떨어진 곳으로 모두 이주할 것.

스키피오 아이밀라누스는 애초부터 무역이 발달한 상업국가인 카르타고를 멸망시킬 생각을 하고 있었던 것이다. 더 이상 참을 수 없게 된 카르타고는 로마에 결전을 준비했다. 당시 카르타고는 잘 만들어진 방어시설, 항구, 선박을 이용했고, 심지어 여자들까지도 머리카락을 잘라 석궁의 밧줄로 사용했다.
또한 전쟁의 화평을 주장하는 사람을 모두 사형에 처하면서 이 두 나라는 피할 수 없는 전쟁을 치르게된다. 성안의 카르타고군과 시민은 스키피오 아이밀리아누스 아프리카누스가 이끄는 4만의 정예병에 오로지 돌, 나뭇가지, 맨손으로 맞섰고 죽인 로마군의 무기를 빼앗아 대항하는 등 카르타고의 운명을 건 마지막 싸움이라 생각하며 필사적으로 저항한다.
기원전 149년부터 시작된 제3차 포에니 전쟁은 단기간에 끝이 날 것이라 생각한 스키피오 아이밀리아누스의 예상을 완전히 뒤엎으며 기원전 146년에 함락되기까지 무려 3년동안이나 이어졌다.

## 결과
스키피오 아이밀리아누스는 카르타고 함락 이후 도시를 무자비하고 철저히 파괴한 다음, 생존한 5만명은 노비로 만들었다. 훗날 로마가 병사들을 살게할 도시로 재건하지만, 700년이나 무역국가로서 번성을 누리던 예전의 영광을 되찾지 못했다. 고대 카르타고의 해상 왕국은 이로써 완전히 멸망하였다. 가래로 갈고 소금을 뿌려 불모지로 만들었다는 말도 있지만, 주경철 교수에 의하면 "문학적인 표현일 뿐 사실이 아니다." (주경철(2022):144)

## 같이 보기
- 1차 포에니 전쟁
- 2차 포에니 전쟁
- 카르타고
- 스키피오 아프리카누스